# HAT-P-4b
HAT-P-4b (بالإنجليزية: HAT-P-4b)‏ الذي يرمز له بالرمز HAT-P-4b، هو كوكب خارج المجموعة الشمسية، في كوكبة العواء، يتبع HAT-P-4.

## الاكتشاف
اكتشف في 2 أكتوبر 2007.